# Calophyllum costulatum
Calophyllum costulatum är en tvåhjärtbladig växtart som beskrevs av M. R. Henderson och Wyatt-smith. Calophyllum costulatum ingår i släktet Calophyllum och familjen Calophyllaceae. Inga underarter finns listade i Catalogue of Life.